# Iori Yagami
Iori Yagami (八神 庵?, Yagami Iori) è un personaggio antagonista della serie videoludica The King of Fighters, creata dalla SNK. Debutta in The King of Fighters '95 come rivale diretto di Kyo Kusanagi e del suo "Hero Team".

## Storia
Unico erede del clan Yasakani, Iori Yagami è uno dei tre discendenti delle antiche famiglie incaricate di sigillare Orochi, insieme ai clan Kusanagi e Yata. Secondo la mitologia del gioco, queste tre stirpi avevano unito le forze per imprigionare Orochi, una divinità distruttrice ricorrente nella tradizione giapponese.
In tempi successivi, i rapporti tra i clan Yasakani e Kusanagi si deteriorarono quando gli Yasakani, convinti di essere stati traditi, stipularono un patto con Orochi per ottenere maggiore potere. A seguito di questo accordo, gli Yasakani assunsero il nome di Yagami e vennero maledetti: la loro fiamma divenne viola e la loro stirpe condannata a una vita breve e dolorosa. Da allora, tra i Kusanagi e i Yagami si sviluppò una rivalità generazionale.
Iori Yagami, ultimo discendente del suo casato, è ossessionato dalla vendetta contro Kyo Kusanagi, l'attuale rappresentante del clan rivale. Pur di raggiungere il suo obiettivo, è disposto a intervenire anche in modo indiretto, aiutando temporaneamente Kyo solo per potersi confrontare con lui senza interferenze.

## Saga Orochi
Nel 1995, Iori partecipa al torneo The King of Fighters insieme a Billy Kane e Eiji Kisaragi, rispettivamente in cerca di vendetta contro i fratelli Bogard e la famiglia Sakazaki. Iori, invece, mira a confrontarsi con il suo rivale Kyo Kusanagi. Frustrato dall’impossibilità di sconfiggerlo, finisce per riversare la propria rabbia sui compagni di squadra: al termine del torneo, li aggredisce brutalmente. Sebbene sopravvivano all’attacco, entrambi sviluppano un profondo rancore nei suoi confronti.
Nel 1996, Iori viene affiancato da Vice e Mature, due agenti del clan di Orochi incaricate di sorvegliarne il comportamento. Sebbene fedeli a Leopold Goenitz, eseguono i suoi ordini con riluttanza. Il trio raggiunge la fase finale del torneo, ma viene sconfitto da Kyo Kusanagi e i suoi alleati. Successivamente, si presenta Chizuru Kagura, discendente del clan Yata, che desidera mettere alla prova Kyo e Iori per fronteggiare la minaccia imminente di Orochi. Dopo l'incontro con Chizuru, fa la sua comparsa Goenitz, determinato a risvegliare il potere del demone. Vice e Mature, da tempo ostili nei confronti del loro superiore, cercano di ribellarsi, convinte che Iori possa sconfiggerlo. Goenitz viene effettivamente battuto da Kyo, Iori e Chizuru, ma prima di morire si sacrifica per alimentare il potere di Orochi e attiva in Iori la trasformazione nello stato di Riot of the Blood. In preda alla furia incontrollabile, Iori uccide Vice e Mature. Nonostante la loro apparente morte, le due donne continuano ad apparire come presenze oscure legate a Iori, perseguitandolo come simbolo del legame maledetto con Orochi.
Nel 1997, Iori partecipa al torneo senza una squadra, iscritto da Chizuru Kagura, che ha bisogno del suo aiuto per sigillare nuovamente Orochi. A causa del sangue di Orochi che scorre nelle loro vene, sia Iori sia Leona Heidern perdono temporaneamente il controllo di sé, acquisendo nuova potenza. Tuttavia, nonostante questa trasformazione, entrambi vengono sconfitti. Riprendendo il controllo, Iori decide di unirsi a Kyo e Chizuru per porre fine alla minaccia. Insieme affrontano altri discendenti del clan Orochi: Yashiro Nanakase, Shermie e Chris, rivali di Iori nel mondo della musica. Quando questi ultimi tre si sacrificano per risvegliare Orochi, il demone si reincarna nel corpo di Chris. Dopo una dura battaglia, Orochi viene sconfitto; tuttavia, tenta di far entrare Iori nello stato Riot of the Blood per eliminare Kyo e Chizuru. Iori si libera dal controllo e attacca Orochi, permettendo a Kyo di infliggere il colpo finale, sigillando così nuovamente il demone.

## Saga NESTS
Per due anni, Iori dà la caccia ai membri del NESTS, un’organizzazione segreta collegata a Kyo Kusanagi. Durante un’incursione in uno dei loro laboratori, scopre diversi cloni di Kyo conservati in tubi contenenti un liquido chimico. Convinto di essere l’unico vero sfidante di Kyo, Iori si infuria e, scatenando la propria rabbia, distrugge tutto ciò che si trova davanti a lui.
Partecipando al torneo The King of Fighters '99, Iori viene a conoscenza dell’esistenza di K’, un ex agente della NESTS a cui è stato impiantato il DNA di Kyo. Deciso a saperne di più, si confronta con Krizalid, lo sponsor del torneo e a sua volta clone di K’ contenente DNA di Kyo. Dopo che K’ e la sua squadra sconfiggono Krizalid, quest’ultimo viene eliminato da un misterioso lottatore.
Nel 2000, Iori scopre che la meta di Kyo è South Town, dove si svolge il torneo The King of Fighters 2000. Dietro le quinte, Iori continua a seguire gli eventi del torneo, consapevole che Zero, l’organizzatore, è un agente di un’organizzazione dissidente del NESTS. Zero, responsabile del tradimento e dell’eliminazione di Krizalid, intende perseguire i propri obiettivi malvagi, ma viene sconfitto da K’ e dalla sua squadra. Successivamente, il sotterraneo in cui si trovano esplode, lasciando Zero gravemente ferito. Kyo interviene per parlare con lui, mentre Iori si avvicina per ascoltare la conversazione. È importante notare che lo Zero presente in KOF 2000 è un clone con l’aspetto di un amico di Heidern, assassinato da Zero stesso; lo Zero di KOF 2001, invece, è l’originale. Nel corso degli eventi, Zero viene ucciso da Whip, sorella di K’.
Nel torneo The King of Fighters 2001, Iori partecipa insieme a tre agenti incaricati di fermare l’organizzazione NESTS: Seth, Ramon (che è un grande ammiratore di Iori) e Vanessa. L’obiettivo di Iori è eliminare definitivamente NESTS, poiché solo lui può affrontare Kyo Kusanagi. Dopo il torneo, Iori e la sua squadra, insieme ai team di Kyo, K’ e Kula, si recano nella base principale di NESTS, dove si trova il leader Igniz. I quattro lo affrontano e lo sconfiggono. Tuttavia, Igniz tenta di far esplodere la base, minacciando la Terra. Grazie all’intervento di Kula, la base viene salvata e tutti riescono a mettersi in salvo, tranne Igniz. Successivamente, Seth, Vanessa e Ramon ricevono l’ordine di eliminare Iori, ma lui li sconfigge facilmente. Di loro non si avranno più notizie per diversi anni.

## Saga di Ash

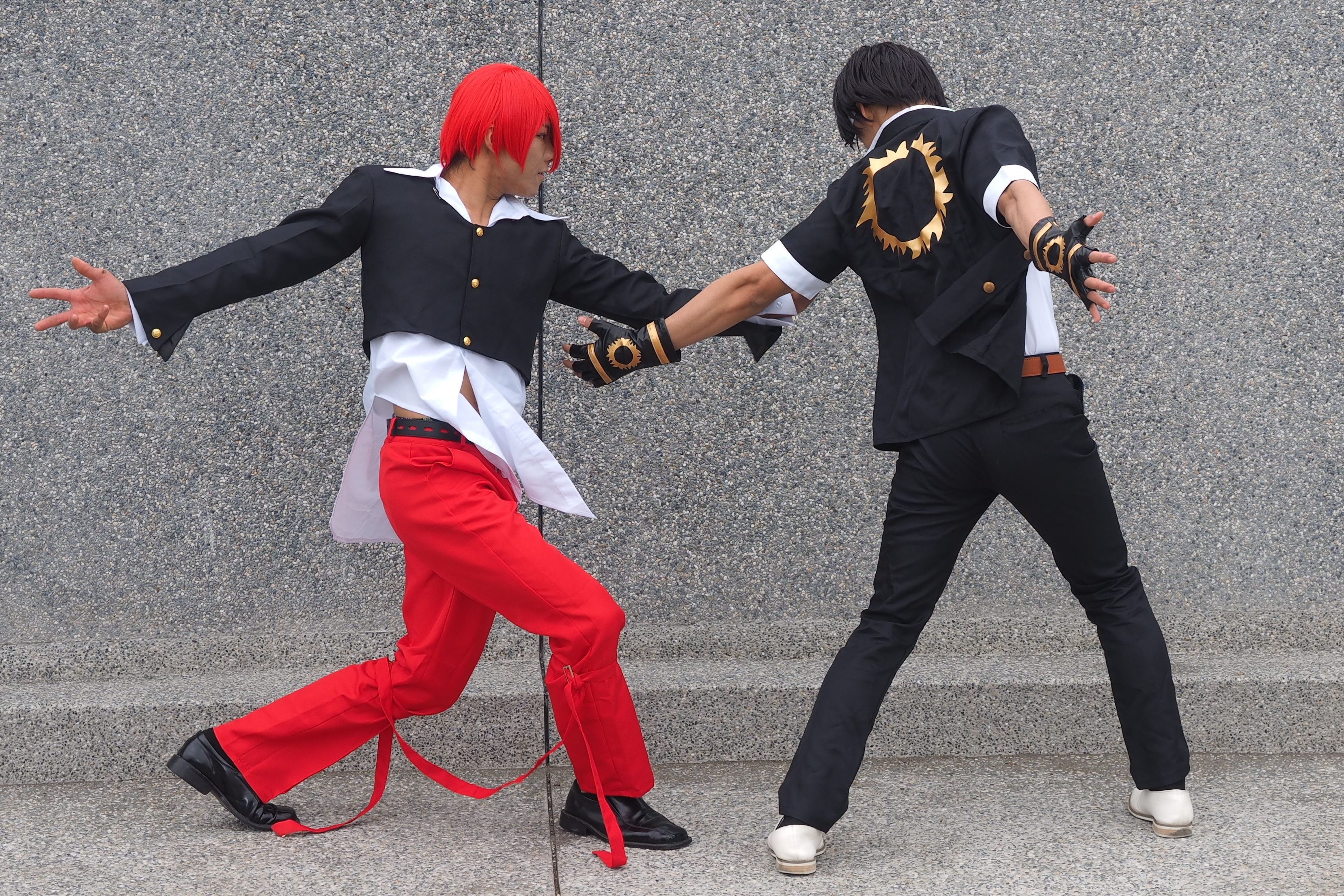
Cosplayer di Iori Yagami e Kyo Kusanagi

Poco prima del torneo The King of Fighters XI, Chizuru Kagura, impossibilitata a combattere dopo aver perso i suoi poteri, incarica Kyo Kusanagi, Iori Yagami e l’allievo di Kyo, Shingo Yabuki, di indagare sulla minaccia rappresentata dal gruppo noto come "Coloro del passato" e di scoprire le vere intenzioni di Ash Crimson. Iori accetta l’incarico per poter affrontare personalmente Ash. Durante il torneo, Kyo, Iori e Shingo raggiungono la finale e affrontano Elisabeth Blanctorche (amica d’infanzia di Ash), Benimaru Nikaido (amico e rivale di Kyo) e Duo Lon (anch’egli legato ad Ash), anche loro impegnati nella stessa missione. Durante lo scontro, fanno la loro comparsa Shion e Magaki, membri di Coloro del passato. Shion viene sconfitto da Kyo, Iori e Shingo, mentre Magaki viene battuto da Elisabeth, Benimaru e Duo Lon. Tuttavia, a causa della forte influenza dell’energia di Orochi, Iori ricade nella maledizione del suo sangue e, in preda alla follia, riduce in fin di vita Kyo e Shingo. Sul punto di uccidere il suo rivale, viene fermato da Ash, che gli sottrae alle spalle i poteri sacri legati alla sua stirpe, impedendo così ulteriori tragedie. Ash, infatti, poteva rubare un solo potere sacro alla volta e scelse quello di Iori, lasciando intatto quello di Kyo. Dopo lo scontro, Elisabeth e la sua squadra risultano vincitrici. Al suo risveglio, Iori scopre di aver perso le sue fiamme viola e si infuria, comprendendo che è stato proprio Ash a privarlo dei suoi poteri.
Prima del torneo successivo, KOF XIII, Iori si presenta da Chizuru per comunicarle di aver subito la stessa sorte. Chizuru gli rivela che, avendo perso il suo tesoro sacro, Iori non è più soggetto alla maledizione di Orochi, anche se questo significa aver perso anche le sue fiamme. Determinato a recuperare i suoi poteri e vendicarsi di Ash, Iori riceve l’aiuto di Vice e Mature, che riappaiono nonostante fossero morte nel 1996 per mano dello stesso Iori. Le due assassine, rese nuovamente attive come ombre solide nel mondo umano dopo la liberazione di Orochi, gli propongono un’alleanza per impedire che il potere del serpente finisca nelle mani sbagliate, a patto che Iori dimostri di saper combattere anche senza i suoi poteri. Dopo averle sconfitte nonostante la loro ferocia, Iori accetta di formare una squadra con loro e partecipare al torneo. Durante l’evento si scopre che il vero obiettivo di Ash non era quello di aiutare "Coloro del passato", ma di sterminarli. Per riuscirci, voleva diventare più potente sottraendo i tre tesori sacri dei clan che avevano sigillato Orochi: Kusanagi, Yagami e Yata. Oltre ad aumentare la sua forza, ciò serviva anche ad allontanare Kyo, Iori e Chizuru dal pericolo imminente. Alla fine dello scontro finale, Ash si trova faccia a faccia con il suo antenato Saiki, leader di Coloro del passato, e decide di cancellare sé stesso dal tempo per impedirgli di avere successo. Con la scomparsa di Saiki, i tesori sacri ritornano ai loro legittimi possessori. Iori ha quindi l’opportunità di riottenere la sua pietra sacra e, con essa, le sue fiamme viola. Tuttavia, Vice e Mature lo avvertono: così facendo, riacquisterebbe anche la maledizione del sangue di Orochi. Nonostante ciò, Iori decide di recuperare i suoi poteri, accettando di nuovo il peso del suo lignaggio. Con le fiamme viola ritrovate, si prepara a sfidare ancora una volta il suo eterno rivale, Kyo Kusanagi.

## Nuovo arco narrativo
In The King of Fighters XIV, Chizuru Kagura percepisce un pericolo imminente: l’anima di Orochi, pur indebolita, è ancora presente e imprigionata. Vice e Mature, riapparse come presenze spirituali, cercano di liberarla. Iori accetta di unirsi a loro, motivato dal desiderio di affrontare nuovamente Kyo Kusanagi. Dopo la sconfitta di Verse — entità che conteneva tra le sue anime anche quella di Orochi — Iori, Kyo e Chizuru si recano in Ungheria, nella regione carsica di Aggtelek, dove l’essenza del demone si è manifestata. Lì riescono a sigillarlo nuovamente. Successivamente, Vice e Mature riappaiono sostenendo che l’incubo non è ancora finito, lasciando presagire un imminente ritorno della minaccia.

## Mosse caratteristiche
- Spazza buio: Iori può far viaggiare un proiettile di fuoco viola verso il nemico.
- Brucia demone: Iori colpisce con un gomito il nemico e poi salta col braccio rivolto verso l'alto invocando il suo fuoco viola.
- Fiore blu: fa diversi colpi al nemico che terminano con lui che sbatte a terra il nemico.
- Cetra della luna negativa: prende il volto del nemico, lo blocca a terra e lo fa esplodere.
- Otto vergini: con le sue mani provoca diversi tagli al nemico per poi tenerlo fermo con due mani e scatenare una potente esplosione di fuoco viola.

## Ideazione e ricezione del personaggio
Come già accennato, Iori fu creato appositamente per essere il rivale di Kyo, leader dell'Hero Team. Gli sviluppatori decisero di conferirgli un carattere estroso, uno stile di lotta distintivo e frasi memorabili che lo rendessero unico nel panorama del gioco.
La leggenda della Yamata no Orochi, che narra della furia distruttiva di un demone a otto teste, rappresenta la base narrativa della saga. La presenza di Iori è essenziale per integrare e sviluppare i temi legati a questa mitologia all'interno del videogioco.
All'epoca, la personalità carismatica, il taglio di capelli inusuale, i vestiti rozzi ma al contempo affascinanti di Iori furono un eccellente slancio per quegli sviluppatori alla ricerca di personaggi atipici, particolarmente nei picchiaduro e negli action-game, rendendo il personaggio un'icona cult della serie.

## Carattere e design
A causa della rovina del suo clan, Iori sviluppò un profondo trauma che lo rese instabile mentalmente. È un personaggio violento, arrogante, fiero e orgoglioso, spesso scontroso e maleducato verso chiunque. Tuttavia, in alcune occasioni mostra segni di pietà, persino nei confronti del suo acerrimo rivale Kyo.
Indossa una giacca nera, ricucita, con un quarto di luna sulla schiena, una lunga camicia bianca indossata sotto la giacca, pantaloni rossi, scarpe nere e un lungo laccio rosso le cui estremità sono legate alle tibie. Dopo la perdita dei suoi poteri per mano di Ash Crimson (che in seguito recupererà), indosserà sempre la stessa giacca, mentre la camicia e i pantaloni avranno i colori invertiti; inoltre, la camicia sarà più corta, le scarpe diventeranno biancastre invece che nere e non avrà più il laccio legato alle tibie.
In The King of Fighters XIV Iori indosserà un giaccone dal colore simile a quello dei suoi capelli, una maglia viola scuro sotto di esso, guanti marroni, scarpe bianche e pantaloni scuri con delle allacciature.

## Ricezione da parte dei videogiocatori
Il personaggio è stato ampiamente apprezzato dalla critica videoludica, considerato uno tra i più potenti mai apparsi nelle serie SNK. È inoltre riconosciuto come uno dei personaggi più iconici e ammirati creati dall’azienda nel corso della sua storia.
Nel 1997, durante il Gamest's 1997 Heroes Collection, Iori fu votato dallo staff di SNK come personaggio preferito in assoluto.
Personaggio iconico della serie, Iori è spesso stato rappresentato come action figure, riscuotendo grande successo tra i fan e generando significativi introiti per la software house. La SNK, inoltre, ha dedicato particolare attenzione al suo sviluppo, valorizzandolo maggiormente rispetto ad altri personaggi.
Iori appare in numerosi prodotti multimediali, inclusi videogiochi crossover sempre più diffusi, nonché in manga e manhwa dedicati alla serie.